# Kontra Ferenc (író)
Kontra Ferenc (Darázs, Horvátország, 1958. június 18. –) József Attila-díjas költő, író, műfordító.

## Élete
A középiskolát Pécsett, a Nagy Lajos Gimnáziumban végezte 1977-ben, a szegedi JATE-n diplomázott 1982-ben, majd Brisbane-ben fordítóként dolgozott a University of Queenslanden. 1987-91 között az Új Symposion irodalmi szerkesztője, 1991–2001 között a Magyar Szó kultúra rovatának szerkesztője, majd a napilap Kilátó című irodalmi mellékletének szerkesztője volt 2015-ig. Az Újvidéki Egyetem Magyar Nyelv és Irodalom Tanszékén kreatív írást tanít.

## Munkássága
Munkái német, angol, francia, lengyel, román, bolgár, horvát, finn és szerb nyelven is olvashatóak. Írásait egyebek mellett a Tiszatáj, a Hévíz, a Litera, a Revizor, a Mozgó Világ, a Forrás, az Új Írás, az Irodalmi Szemle, a Múlt és Jövő, a Nappali Ház, a Holmi, a 2000, a Beszélő, az Alföld, az Eső, a Kortárs, a Törökfürdő, a Látó, a Székelyföld, a párizsi Magyar Műhely, az Akcent, a Leopold Bloom, a Mitteleuropa, a Literaturen, a Borussia, a Republika, a Reč, a Literatura na Świecie, valamint az Élet és Irodalom közölte.

## Elismerései
- Sinkó Ervin-díj (1987)
- A Forum Könyvkiadó Regénypályázatának első díja (1987)
- Szirmai Károly-díj (1992)
- Móricz Zsigmond-ösztöndíj (1994)
- Artisjus-díj (1995)
- Nagy Lajos-díj (1995)
- A Holmi novellapályázatának díjnyertese (1997)
- Híd-díj (1998)
- Aranytoll (1999)
- Herrenhaus Edenkoben német irodalmi ösztöndíj (2000)[5]
- Az I. Vajdasági Magyar Drámaíró Verseny első díja (2001)
- NKA-ösztöndíj (2011)
- Bertha Bulcsu-emlékdíj (2012)
- Márai Sándor-díj (2013)
- József Attila-díj (2014)[6]
- Herceg János Irodalmi Díj (2015)[7]
- Szépirodalmi Figyelő-díj (2017)[8]
- Arany János-díj (2018)[9]
- Az Év Legjobb Könyve Díj (2018)[10]
- Magyarország Babérkoszorúja díj (2022)
- Prima Primissima díj (2023)

## Kötetei
- Jelenések. Magyar Képes Újság, Eszék, 1984
- Fehér tükrök. Forum Könyvkiadó, Újvidék, 1986
- Drávaszögi keresztek. Regény. Forum Könyvkiadó, Újvidék, 1988
- Nagy a sátán birodalma. Forum Könyvkiadó, Újvidék,1991
- Ősök jussán. Novellák. Forum Könyvkiadó, Újvidék, 1993
- Holtak országa. Novellák. Tanárképző Főiskola, Kecskemét, 1993
- Kalendárium. Gyermekkori történetek. Forum Könyvkiadó, Újvidék, 1993
- Úgy törnek el. Forum Könyvkiadó, Újvidék, 1995
- A halász fiai. Ahogyan a kopácsiak elmesélték. Forum Könyvkiadó, Újvidék, 1996
- Gyilkosság a joghurt miatt. A bűn mint próza. Forum Könyvkiadó, Újvidék, 1998
- A kastély kutyái. Egy utazás fejezetei. Forum Könyvkiadó, Újvidék, 2002
- Gimnazisták. Magyarország, elejétől fogva. Magyar Könyvklub, Budapest, 2002
- Farkasok órája. Magyar Könyvklub, Budapest, 2003
- Wien. A sínen túl. Helikon, Budapest, 2006
- Szélördög és más mesék (társszerző: Csorba Béla) Zavod zauđbenike, Belgrád, 2007
- Drávaszögi keresztek. Életjel – Szabadka, HunCro – Eszék, Magyar Napló – Budapest, 2008
- Horvátország magyar irodalma – a kezdetektől napjainkig. HunCro, Eszék, 2011
- Idegen (Trilógia). Magyar Napló, Budapest, 2013
- Angyalok regénye. Magyar Napló, Budapest, 2014
- Életkörök. HMPF – FMPDH, Eszék, 2017
- Az álom hídja. Magyar Napló, Budapest, 2018
- Lepkefogó (És egyéb csapdák). Magyar Napló, Budapest, 2020
- Wiener Kerle, Magyar Napló, Budapest, 2022 (A Wien a sínen túl német változata)
- A fiú, L’Harmattan, Budapest, 2023

## Antológiákban
- Ősök jussán. In Körkép 1992. Szerk. Hegedős Mária. Magvető, Budapest, 1992
- River of No Return. In Szarajevó – egy antológia. Szerk. Csejdy András. Narancs Könyvek, Láng Kiadó, Budapest, 1994
- Az elnök és én. In Élet és Irodalom Antológia ’95. Szerk. Urbán Tibor. Pesti Szalon Könyvkiadó–Élet és Irodalom, Budapest, 1995
- Csáth Géza utolsó novellája. In Körkép 1996. Szerk. Körmendy Zsuzsanna. Magvető, Budapest, 1996
- Megvannak mind. In Élet és Irodalom Antológia ’96. Szerk. Dérczy Péter. Irodalom Kft., Budapest, 1996
- Holnap megyek. In Körkép 2002. Szerk. Körmendy Zsuzsanna. Magvető, Budapest, 2002
- A kastély kutyái. In Az év novellái 2003. Szerk. Nagy Gábor. Magyar Napló, Budapest, 2003
- A hegy oldalán. In Az európaiság jegyében : Szerk. Székely Szabó Zoltán. Europa-Club, Bécs, 2003
- A három szín. In A szétszórtság arénája. Szerk. Veress Zoltán. Föreningen Transsylvanska Bokvänner, Stockholm, 2003
- Ezüst puskagolyó. In Eurovízió : Kortárs magyar irodalmi antológia. Szerk. Nagy Gabriella, Keresztury Tibor. Litera Könyvek, Budapest, 2004
- Milyen zenét válasszak hozzá? In Az év novellái 2004. Szerk. Nagy Gábor. Magyar Napló, Budapest, 2004
- Skatulyajáték. In Megemlékezés József Attiláról születése 100 évfordulóján. Előszó: Szilágyi Ákos. Szerk. Kiss Ilona. Moszkva, 2005
- Szakad. In Az év novellái 2006. Szerk. Bíró Gergely. Magyar Napló, Budapest, 2006
- Rovinj királya. In Az év novellái 2007. Szerk. Bíró Gergely. Magyar Napló, Budapest, 2007
- Hotel Osijek. In Az év novellái 2008. Szerk. Bíró Gergely. Magyar Napló, Budapest, 2008
- Vedran legyőzi a szörnyet. In Az év novellái 2010. Szerk. Bíró Gergely. Magyar Napló, Budapest, 2010
- A nürnbergi anziksz. In Az év novellái 2011. Szerk. Majoros Sándor. Magyar Napló, Budapest, 2011
- Absynthe. In Az év novellái 2012. Szerk. Bíró Gergely. Magyar Napló, Budapest, 2012
- A Fibonacci-sor. In Körkép 2012. Szerk. Király Levente. Magvető, Budapest, 2012
- A kitépett hús helyére. In Körkép 2014. Szerk. Király Levente. Magvető, Budapest, 2014
- A Fibonacci-sor. In Az év novellái 2015. Szerk. Erős Kinga. Magyar Napló, Budapest, 2015
- Megálló a Dunánál. In Az év novellái 2016. Szerk. Erős Kinga. Magyar Napló, Budapest, 2016
- Fenn a Zangyalon. In Az év novellái 2017. Szerk. Erős Kinga. Magyar Napló, Budapest, 2017
- Kontra Ferenc. In Önlexikon : Kortárs magyar írók önszócikkei. Szerk. Szondi György. Cédrus Művészeti Alapítvány, Budapest, 2017
- Szakad. In: A századelő novellái. Szerk. Bíró Gergely. Magyar Napló–FOKUSZ Egyesület, Budapest, 2017
- #parkchildrenshospital. In Az év novellái 2018. Szerk. Erős Kinga. Magyar Napló–Írott Szó Alapítvány, Budapest, 2018
- Gimnazisták. In. Olvasmányok nyelv, társadalom és kultúra összefüggéséről. Összeállította és a bevezetőt írta: Kontra Miklós. Károli Gáspár Református Egyetem ‒ L’Harmattan Kiadó, Budapest, 2018
- Absynthe. In. NKA 25., Kalligram Kiadó – Orpheusz Kiadó, Budapest, 2018
- Az álom hídja. In Az év novellái 2019. Szerk. Erős Kinga. Magyar Napló, Budapest, 2019
- Szülőföldem, a Drávaszög. In Szülőföldem. Szerk. Pécsi Györgyi. Kortárs Kiadó, Budapest, 2019
- Redőny. In Az év novellái 2020. Szerk. Bíró Gergely. Magyar Napló, Budapest, 2020
- A három szín. In Trianon antológia. Emlékező Magyarország. Szerk. Gyurgyák János, Osiris Kiadó – Petőfi Irodalmi Múzeum II–III. kötet, Budapest, 2020
- A Fibonacci-sor. In Nem kötelező. Kortársak és kimaradók. Szöveggyűjtemény középiskolásoknak – magyar próza. Szerk. Király Levente. Corvina Kiadó, Budapest, 2020
- A napórakészítő hazatérése. In Nyugatplusz X., EREF, Budapest, 2020
- Az utolsó mozielőadás. In Az utolsó indiánkönyv. Szerk. Wirth Imre. Petőfi Irodalmi Múzeum, Budapest, 2021
- A fjordokon. In Az év novellái. Szerk. Bíró Gergely. Magyar Napló, Budapest, 2021
- Hotel Trianon. In Mégis élünk. Trianon 100. Szerk. Mezey Katalin. Orpheusz Kiadó, Budapest, 2021
- Határfolyó In „Sejtjeimbe vackolódó föld”. Antológia a határainkon túli magyar irodalomról, nyelvről, kultúráról. Szerk. Fűzfa Balázs. Savaria University Press, Szombathely, 2021
- Aki csak hallgat. In Újnyugat Antológia. Nyugatplusz, Budapest, 2021
- A préda megfigyelése. In Az év novellái. Szerk. Erős Kinga, Bíró Gergely, Magyar Napló, Budapest, 2022
- A Hold csendes színpadán. In Az év novellái. Szerk. Erős Kinga, Bíró Gergely, Magyar Napló, Budapest, 2023
- Hasonmás. In Körkép 2023. Szerk. Szegő János, Magvető, Budapest, 2023
- Lidércek a téli éjszakában. In Az év novellái. Szerk. Toldi Éva, Magyar Napló, Budapest, 2024
- A leandervirág illata. In „…időmértéket hord a szél…” Szerk. Mezey Katalin, Vári Fábián László, Magyar Napló, Budapest, 2024
- Az óraműves lánya. In Az év novellái. Szerk. Erős Kinga, Magyar Napló, Budapest, 2025
- A próza iszkolásai. In Vanni van. Szerk: Pál Sándor Attila, Magvető, Budapest, 2025

## Idegen nyelven
- Krajni cilj. In Mladice. Zbornik mladih literarnih stvaralaca. Konferencija SSOH, Osijek, 1983 (A Végső cél horvát változata)
- Krajnost cilja. Glas Slavonije, Osijek, 1983 (A Végkifejlet horvát változata)
- Samo jednom možeš pogrešiti. Polja, Novi Sad, 1988/7–8. (A Csak egyszer hibázhatsz szerb változata)
- I ja sam imao domovinu. In Iz zajedničkog izvora. Szerk. Tüskés Tibor. Pannónia Könyvek, Pécs, 1989 (A Nekem is volt hazám horvát változata)
- Nigde na svetu. Transkatalog, Novi Sad, 1997 (A Sehol a világon szerb változata)
- Na očevom mestu. Reč, Beograd, 1999/1–2. (Az Apa helyén szerb változata)
- Geografia mego ojca. Literatura na Świecie, Warszawa, 2000/9. (Az Apám földrajza lengyel változata)
- Zabójstwo z powodu jogurtu. Literatura na Świecie, Warszawa, 2000/9. (A Gyilkosság a joghurt miatt lengyel változata)
- Autoren im Porträt : Flüchten oder Standhalten als existenzielle Frage : Der Autor Ferenc Kontra aus Novi Sad ist zur Zeit Literatur-Stipendiat im Herrenhaus in Edenkoben – Ein neuer Roman: Die Gymnasiasten. Von Gabriele Weingartner. Die Rheinpfalz, 2000. 11. 27. (Német nyelvű interjú a Gimnazisták című regényről)
- Cine a înjunghiat câinele in Messkirch? Vatra. Revistă lunară de cultură editată de Uniunea Scriitorilor şi Consiliul Judeţean Mureş. Târgu Mureş, 2000/9. (A Ki ölte meg a macskát Messirchben? román változata)
- Vaters Erdkunde. In „Scherz und tiefere Bedeutung”. Mitteleuropa, Strasbourg, 2001 (Az Apám földrajza német változata)
- La géographie de mon père. In „Ironie et Satire”. Mitteleuropa, Strasbourg, 2001 (Az apám földrajza francia változata)
- Der Charakter der Pferde. In Vernissage. Galerie Josef Nisters, Speyer, 2001 (A Lovak jelleme német változata)
- Oberwanie chmury. Borussia, Olsztyn, 2002 (A Felhőszakadás lengyel változata)
- Svetlosna kazuistika. In Jedina priča. Antologija proze vojvođanskih mađarskih pisaca 1990–2000. Forum, Novi Sad, 2003 (A Fénykazuisztika szerb változata)
- Trka sa smrću. In Povodzivi. Szerk: Šimon Nađapati. Čigoja Štampa, Beograd, 2004 (A Versenyfutás a halállal szerb változata)
- Nasleđe koje određuje čoveka. Pedagoški zavod Vojvodine, Novi Sad, 2006 (A Ránk testált örökség szerb változata)
- Wolkenbruch. In Extrakt : 10 Jahre – Literatur im Herrenhaus 97–07. Edenkoben, 2007 (A Felhőszakadás német változata)
- Luftleck. In Ihr werdet noch von uns hören!, Buchmesse, Leipzig, 2008 (A Léglék német változata)
- Drei starke literarische Stimmen des heutigen Europas: Rujana Jeger; Ferenc Kontra; Srdjan Valjarevic. Kroatischer Gemeinschaftsstand – Projekt Schwerpunktpräsentation, Leipzig Liest, Leipzig, 2008. 3. 12. (Német nyelvű beszámoló Kontra Ferenc lipcsei irodalmi estjéről)
- Zeit Literatur: Doch ist es wirklich so kompliziert oder nur typisch europäisch? Von Günter Berger. Leipziger Volkszeitung, Leipzig, 2008. 2. 20. (Német nyelvű interjú a Wien a sínen túl című regényről)
- Hotel Osijek. Literatura na Świecie. Warszawa, 2009/5–6. (Az eszéki szálloda lengyel változata)
- Nowy Sad. Literatura na Świecie. Warszawa, 2009/5–6. (Az Újvidék lengyel változata)
- Nikude no sveta. Literaturen Vestnik, Sofia, 2010 (A sehol a világon bolgár változata)
- Sarajewo. Akcent, Lublin, 2010/3. (A Szarajevó lengyel változata)
- Wędrowcy. In 7. Międzynarodowy Festival Opowiadania. Wrocław, 2011 (A Vándorok lengyel változata)
- Strolling Players. In 7. Międzynarodowy Festival Opowiadania. Wrocław, 2011 (A Vándorok angol változata)
- Ferenc Kontra na Międzynarodowym Festiwalu Opowiadania. 2011.10.07. https://annabutrym.pl/hu/ferenc-kontra-na-mi%C4%99dzynarodowym-festiwalu-opowiadania/ (Lengyel nyelvű beszámoló Kontra Ferenc wrocławi irodalmi estjéről)
- Vedran pobjeđuje čudovište. Republika, Zagreb, 2012 (A Vedran legyőzi a szörnyet horvát változata)
- Inne Południe – Jugosławia, Serbia i Chorwacja w prozie Ferenca Kontra, który poprowadzi Pan dr Lajos Pálfalvi. Wydziału Neofi lologii Collegium Novum, Poznan, 2014 (Lengyel nyelvű tanulmány Kontra Ferenc műveiről)
- Wiener Kerle, Magyar Napló, Budapest, 2022 (A Wien a sínen túl című regény német fordítása)
- Sapphire-Blue Haze. The Continental Literary Magazine, Budapest, Vol 03. Issue 01. 2024. (A zafírkék pára című novella angol fordítása)
- Vastine. In. Millä sivulla olet. Szerk. Botond Vereb-Dér, Helga Kovács-Sárközi, Outi Hassi. Suomi-Unkari Seura ry, Helsinki, 2025. ISBN: 9789526781525 (A Hasonmás című novella finn változata)